# Punk blues
Il punk blues è un genere musicale che mescola il punk rock con le strutture tipiche del blues.
Il genere conserva la struttura tipicamente blues delle canzoni e la fonde con vari aspetti del punk, quali l'attitudine, la forte distorsione delle chitarre e la durezza sonora. I primi precursori di questo stile sono rintracciabili già fra i gruppi garage rock degli anni sessanta, nei primi lavori di Captain Beefheart e nell'album di debutto dei Gun Club Fire of Love del 1981. Ciononostante il punk blues vero e proprio si sviluppò solo a partire dai primi anni novanta grazie a Jon Spencer Blues Explosion, The Gories e The Gibson Brothers, e iniziò ad ottenere un certo successo negli anni duemila grazie alla popolarità dei The White Stripes.

## Alcuni gruppi punk blues[2]
- The Black Keys
- Billy Childish
- Bob Log III
- Bud Spencer Blues Explosion
- The Compulsive Gamblers
- The Deadly Snakes
- The Last Internationale
- Demolition Doll Rolls
- Flat Duo Jets
- The Gibson Brothers
- The Gories
- Holly Golightly
- Honeymoon Killers
- The Immortal Lee County Killers
- Jon Spencer Blues Explosion
- The Legendary Shack Shakers
- Dan Melchior
- Mr. Airplane Man
- Oblivians
- Pearlene
- Scientists
- Soledad Brothers
- Boss Hog